# Brian Steenson
Robert William Brian Steenson (Crossgar, 1947- Douglas, 17 juni 1970) was een Brits motorcoureur. 

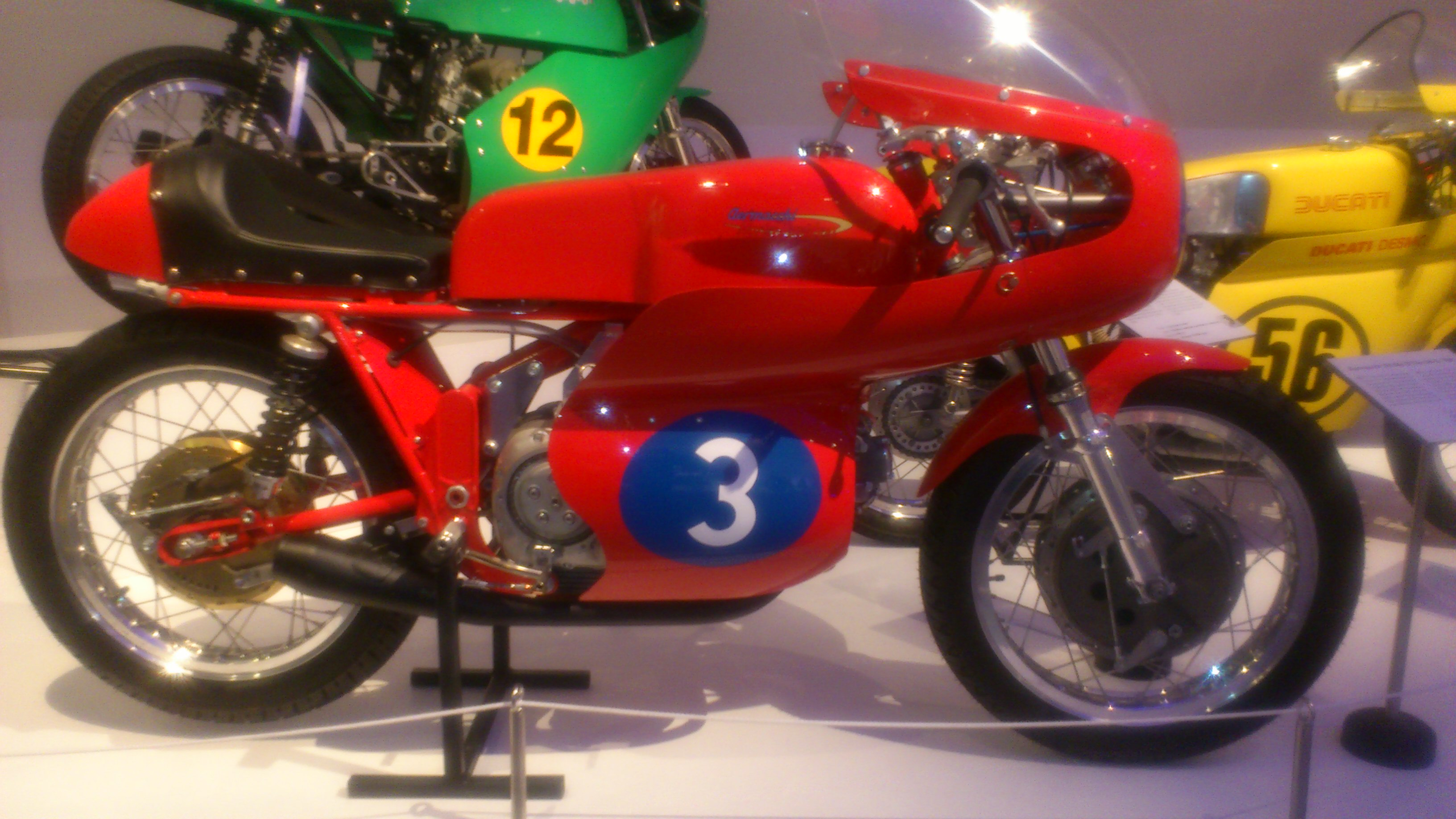
Aermacchi Ala d'Oro 350 uit 1968

Brian Steenson werd in 1947 geboren in Crossgar (County Down) in Noord-Ierland. Hij was als project engineer verbonden aan de ontwikkelingsafdeling van BSA, maar ook aan de Queen's Univerity in Belfast. Hier werkte hij samen met Gordon Blair aan de ontwikkeling van tweetaktmotoren. In 1970 testte hij een nieuwe QUB-tweetaktmotor voor Seeley in de North West 200 in Noord-Ierland. Hij werkte voor BSA aan een 250cc-racer op basis van de BSA B25. Dat project werd na zijn overlijden stopgezet.
Hij debuteerde in 1967 met een Aermacchi Ala d'Oro 250 in het wereldkampioenschap wegrace, waar hij het seizoen als 15e afsloot dankzij een 5e plaats in zijn thuisrace, de Ulster Grand Prix.
In 1968 werd hij in de Ulster Grand Prix 3e, ditmaal met een Aermacchi Ala d'Oro 350. Hiermee startte hij ook in de Junior TT, maar daar werd hij slechts 9e. Met zijn Ala d'Oro 250 viel hij in de Lightweight 250 cc TT uit.
In 1969 reed hij in de 350 cc klasse met een Aermacchi, maar nu kwam hij met een Seeley G50 ook aan de start in de 500cc-klasse. In de Junior TT werd hij tweede achter Giacomo Agostini. Hij eindigde als 12e in het 350 cc-wereldkampioenschap. In de Senior TT lag hij op de 5e plaats toen hij uitviel. In zijn thuisrace mocht hij van Agostini 4 ronden lang op kop rijden, maar de Italiaan was met zijn MV Agusta onverslaanbaar en reed daarna van hem weg. Brian Steenson was zelfs de enige coureur die niet op een ronde gereden werd. In het 500 cc wereldkampioenschap eindigde hij als tiende.
In 1970 werd hij met zijn Seeley 5e in de Grand Prix van Frankrijk. Tijdens de Isle of Man TT startte hij in drie klassen. In de Production 750 TT viel hij met een BSA Rocket 3 uit terwijl hij op de 2e plaats lag. In de Junior TT viel hij met een Seeley eveneens uit. In de Senior TT lag hij in de 3e ronde op de 4e plaats, toen hij hard viel in de Mountain Box. Hij werd met een helikopter naar Nobles Hospital in Douglas gebracht, waar een schedelbasisfractuur werd vastgesteld. Dit gebeurde op 12 juni. Op 17 juni overleed hij in het ziekenhuis. 

## Wereldkampioenschap wegrace resultaten
| Jaar | Klasse | Team  | Motorfiets              | 1     | 2       | 3       | 4       | 5     | 6     | 7     | 8     | 9     | 10    | 11    | 12    | 13    | Punten | Plaats | Wereldkampioen                     |
| ---- | ------ | ----- | ----------------------- | ----- | ------- | ------- | ------- | ----- | ----- | ----- | ----- | ----- | ----- | ----- | ----- | ----- | ------ | ------ | ---------------------------------- |
| 1967 | 250 cc | Privé | Aermacchi Ala d'Oro 250 | SPA - | DUI -   | FRA -   | IOM -   | NED - | BEL - | DDR - | TSL - | FIN - | ULS 5 | NAT - | CAN - | JAP - | 2      | 15e    | Mike Hailwood, Honda RC 166        |
| 1967 | 350 cc | Privé | Aermacchi Ala d'Oro 350 |       | DUI -   |         | IOM -   | NED - |       | DDR - | TSL - |       | ULS 5 | NAT - |       | JAP - | 2      | 15e    | Mike Hailwood, Honda RC 174        |
| 1968 | 250 cc | Privé | Aermacchi Ala d'Oro 250 | DUI - | SPA -   | IOM DNF | NED -   | BEL - | DDR - | TSL - | FIN - | ULS - | NAT - |       |       |       | 0      | -      | Phil Read, Yamaha RD 05 A          |
| 1968 | 350 cc | Privé | Aermacchi Ala d'Oro 350 | DUI - |         | IOM 9   | NED -   |       | DDR - | TSL - |       | ULS 3 | NAT 8 |       |       |       | 4      | 9e     | Giacomo Agostini, MV Agusta 350 3C |
| 1969 | 350 cc | Privé | Aermacchi Ala d'Oro 350 | SPA - | DUI -   |         | IOM 2   | NED - |       | DDR - | TSL - | FIN - | ULS - | NAT - | ADR - |       | 12     | 14e    | Giacomo Agostini, MV Agusta 350 3C |
| 1969 | 500 cc | Privé | Seeley G50              | SPA - | DUI -   | FRA -   | IOM DNF | NED - | BEL - | DDR - | TSL - | FIN - | ULS 2 | NAT 5 | ADR - |       | 18     | 10e    | Giacomo Agostini, MV Agusta 500 3C |
| 1970 | 250 cc | Privé | Aermacchi Ala d'Oro 250 | DUI - | FRA DNF | ADR -   | IOM -   | NED - | BEL - | DDR - | TSL - | FIN - | ULS - | NAT - | SPA - |       | 0      | -      | Rodney Gould, Yamaha TD 2          |
| 1970 | 350 cc | Privé | Seeley 7R               | DUI - |         | ADR -   | IOM DNF | NED - |       | DDR - | TSL - | FIN - | ULS - | NAT - | SPA - |       | 0      | -      | Giacomo Agostini, MV Agusta 350 3C |
| 1970 | 500 cc | Privé | Seeley G50              | DUI - | FRA 5   | ADR -   | IOM (†) | NED - | BEL - | DDR - |       | FIN - | ULS - | NAT - | SPA - |       | 6      | 28e    | Giacomo Agostini, MV Agusta 500 3C |